# 川野琢磨
川野 琢磨（かわの たくま、2006年7月25日 - ）は、日本の男子バレーボール選手。

## 来歴
東京都足立区出身。小学校入学前にバレーボールを始める。小学校時代は東金町ビーバーズに所属。
2021年には渕江中学校で全日本中学校選手権大会優勝、東京都代表でJOCカップ（全国都道府県対抗中学大会）優勝に貢献。JOCカップではJOC・JVAカップ（最優秀選手）とオリンピック有望選手に選出される。
駿台学園高等学校時代は全日本高等学校選手権大会（春高バレー）に3度出場。第75回・第76回では主にオポジットの途中出場で連覇を経験。3年生を前にアウトサイドヒッターに転向し、エースとしてインターハイ・国スポ・春高（第77回全日本高等学校選手権）の全国3冠を達成した。
2024年11月、SVリーグの東京グレートベアーズに強化育成選手としての入団が発表された。2025年1月には日本バレーボール協会の強化選手としてイタリアセリエA1のガス・セールス・ブルーエナジー・ピアチェンツァへ派遣された。
2025年4月、早稲田大学スポーツ科学部に進学。同月、日本代表に初選出。5月に行われた第73回黒鷲旗全日本選抜大会では初優勝に貢献し、若鷲賞（最優秀新人賞）を受賞した。

## 人物
父は東京ヴェルディの選手としてV1リーグ（2部リーグ）でのプレー経験がある。

## 球歴
- 日本代表（2025年）

## 所属チーム
- 東金町ビーバーズ
- 足立区立渕江中学校（2019-2022年）
- 駿台学園高等学校（2022-2025年）
- 早稲田大学（2025年-）
  - 東京グレートベアーズ（2024年-）

## 受賞歴
- 2021年 - 第51回全日本中学校選手権大会 優秀選手
- 2021年 - 第35回全国都道府県対抗中学大会 JOC・JVAカップ、オリンピック有望選手、大阪府知事賞
- 2024年 - 令和6年度全国高等学校総合体育大会 ベスト6
- 2025年 - 第77回全日本高等学校選手権大会 最優秀選手賞
- 2025年 - 第73回黒鷲旗全日本選抜大会 若鷲賞